# Skrzany (województwo mazowieckie)
Skrzany – wieś sołecka w Polsce położona w województwie mazowieckim, w powiecie gostynińskim, w gminie Gostynin.
Wieś królewska  położona była w drugiej połowie XVI wieku w powiecie gostynińskim ziemi gostynińskiej województwa rawskiego. Do 1954 roku istniała gmina Skrzany. W latach 1975–1998 miejscowość administracyjnie należała do województwa płockiego.
Skrzany i okolice wsi zostały uwiecznione na pejzażach Jana Felicjana Owidzkiego, który przez wiele lat spędzał tu okres lata i swój czas poświęcał na malowanie w plenerze.